# Storå (rivière)
Storå ou Storåen, (en français : Grand ruisseau), est un fleuve situé dans le Jutland central au Danemark.

## Caractéristiques
Le fleuve Storå a une longueur d'environ 104 km. Le Storå est le deuxième plus long cours d'eau du Danemark. Il draine les eaux fluviales sur une superficie de 1 565 km². Il prend sa source à une altitude de 70 mètres.
Le cours d'eau traverse les communes d'Ikast-Brande, de Herning et de Holstebro dans la région du Jutland-Central. Le Storå s'écoule vers la ville de Holstebro avant d'aller se jeter dans la Mer du Nord.
Le fleuve Storå a inondé à plusieurs reprises la ville de Holstebro au cours de son histoire. La plus importante inondation eu lieu le 18 mars 1970 après un hiver 1969/1970 rigoureux au cours duquel le cours d'eau fut gelé et la neige s'amoncela sur l'épaisseur de la glace. Lors du dégel, le fleuve se retrouva avec une montée des eaux subite et la crue du fleuve inonda la région.

### Références

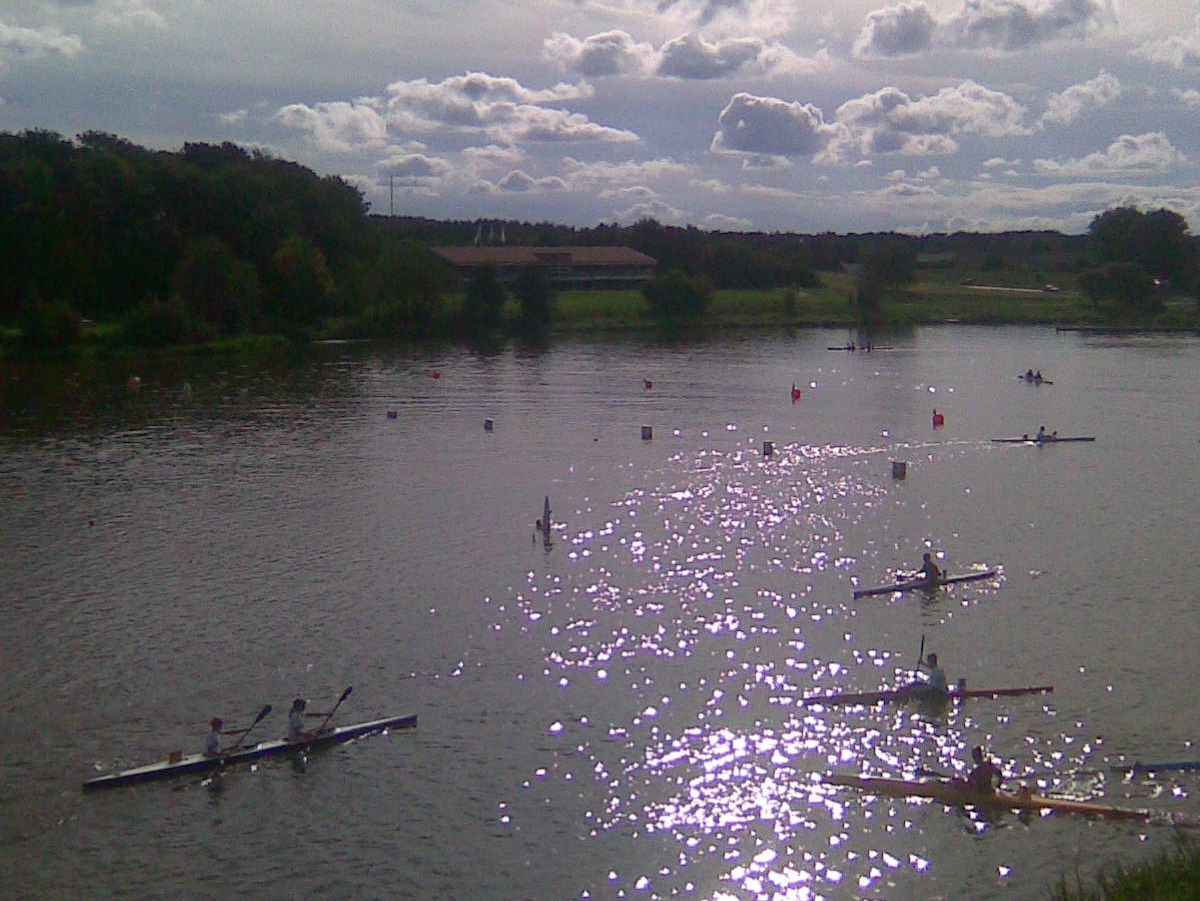
Canoë-kayak sur le fleuve Storå.